# بی‌او ۲۰۹ مونسون
بی‌او ۲۰۹ مونسون (به انگلیسی: MBB_Bo_209) یک هواگرد ملخ‌پیشین تک‌موتوره از نوع ترابری غیرنظامی ساخت شرکت Bölkow; later مسراشمیت بولکوف بلوم است. هواگرد بی‌او ۲۰۹ مونسون نخستین پروازش را در ۲۲ دسامبر ۱۹۶۷ میلادی انجام داد. در مجموع، تعداد ۱۰۴ فروند از این هواگرد ساخته شده‌است.